# Zingiber mioga
Zingiber mioga (Thunb.) Roscoe, 1807, comunemente conosciuta come myoga o zenzero giapponese, è una pianta appartenente alla famiglia delle Zingiberacee. I suoi boccioli vengono spesso usati nella cucina giapponese e coreana.
Il contatto regolare della pelle con la pianta può causare infiammazioni cutanee allergiche, principalmente a causa del contenuto di limonene, ossidi di limonene e β-fellandrene.

## Descrizione

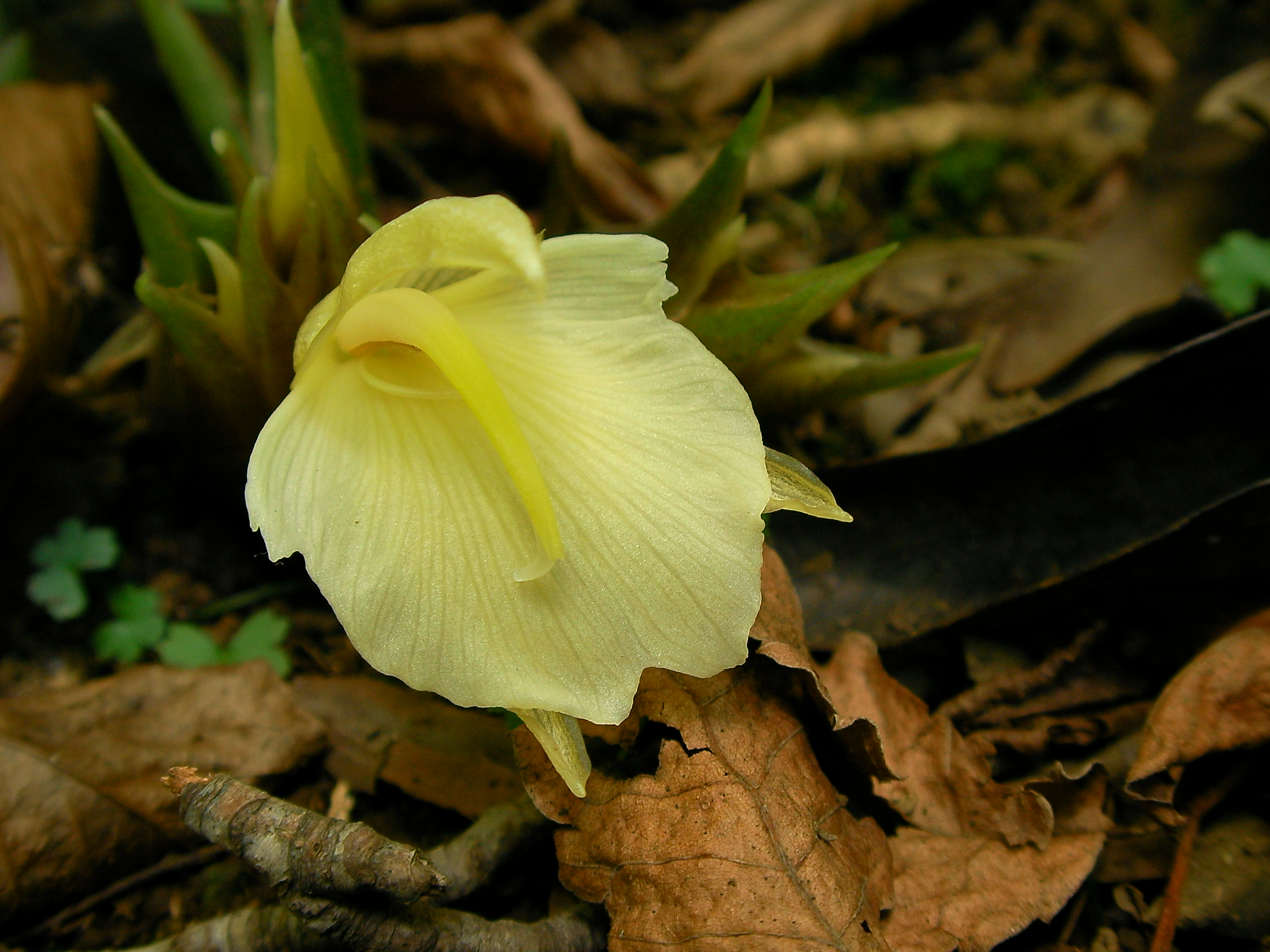
Fiore di Zingiber mioga

La pianta può tollerare temperature fino a -16 °C. Prospera in luoghi parzialmente ombreggiati e in terreni ricchi di sostanze nutritive.
Lo zenzero giapponese è una pianta erbacea perenne che raggiunge un'altezza fino a 120 centimetri. Il gambo spesso e le foglie lunghe conferiscono alla pianta l'aspetto simile a una canna. La pianta sviluppa un rizoma ramificato come un organo di immagazzinamento che cresce orizzontalmente nel terreno. Le radici si sviluppano lungo il rizoma come radici avventizie.
Le foglie, disposte più o meno su due file, sono sessili. Le lame fogliari semplici, con venature parallele, sono lunghe da 15 a 25 centimetri e larghe da 2 a 2,5 centimetri.
L'infiorescenza si sviluppa direttamente dal rizoma; essa è costituito da un fusto con brattee giallo chiaro simili ad un'orchidea.

## Distribuzione
Lo zenzero giapponese è una pianta endemica del Giappone presente in natura sulle isole di Honshū, Shikoku e Kyūshū. Lo zenzero giapponese viene coltivato a fini commerciali in Australia e Nuova Zelanda. I boccioli dei fiori sotterranei vengono raccolti per essere esportati in Giappone. Le principali aree di coltivazione in Giappone sono a Kantō, dove è anche una coltura popolare negli orti domestici.

## Usi

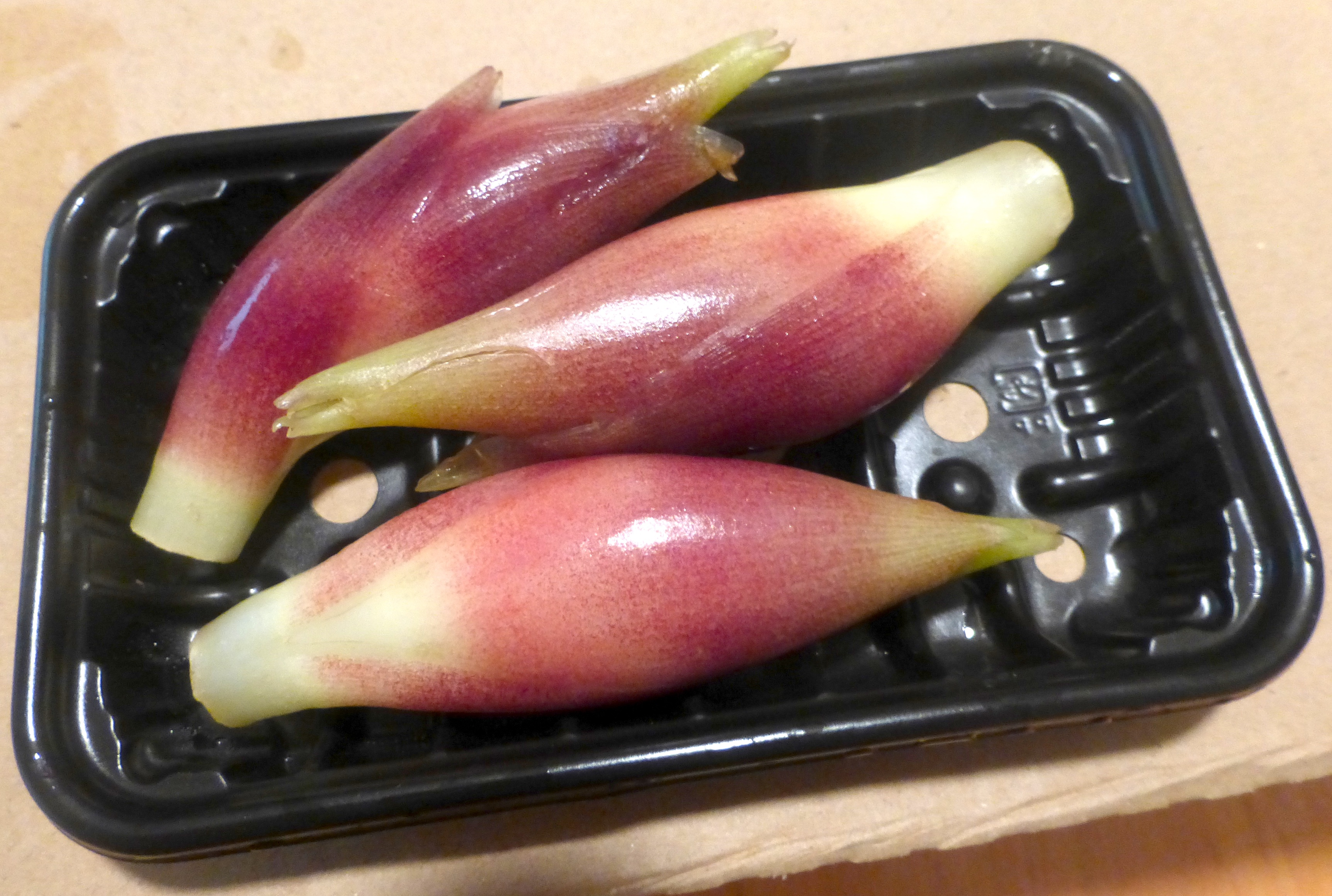
Boccioli di myoga

Oltre all'utilizzo per scopi cosmetici, alimentari e ornamentali, sono note anche numerose proprietà medicinali. L'olio essenziale è particolarmente importante.
Lo zenzero giapponese viene coltivato raramente come pianta ornamentale.
Il myoga è una coltura popolare in Cina, Corea e Giappone, particolarmente radicata nella cultura giapponese. I boccioli di fiori freschi e finemente tagliati vengono utilizzati nella sofisticata cucina giapponese e asiatica. Nella preparazione di sushi, involtini primavera, piatti di pesce e carne, insalate o zuppe, i boccioli dei fiori conferiscono al cibo un gusto particolare, speziato ma non piccante. Anche i germogli e le foglie giovani possono essere utilizzati in cucina. Oltre ad essere utilizzato fresco, il myoga può anche essere utilizzato in salamoia.